# Golf van Arta

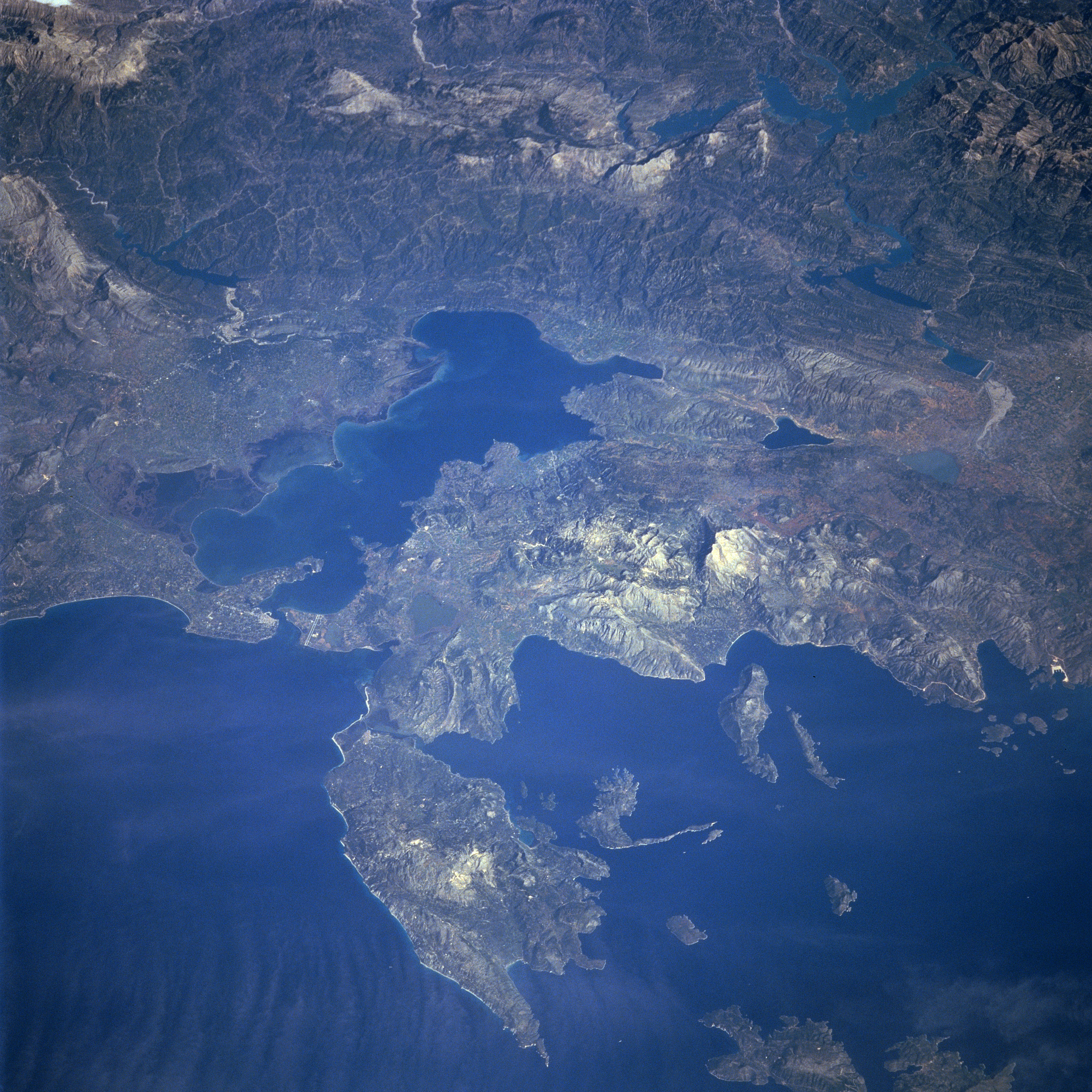
De Golf van Arta (boven), gefotografeerd door de Space Shuttle in november 1994.

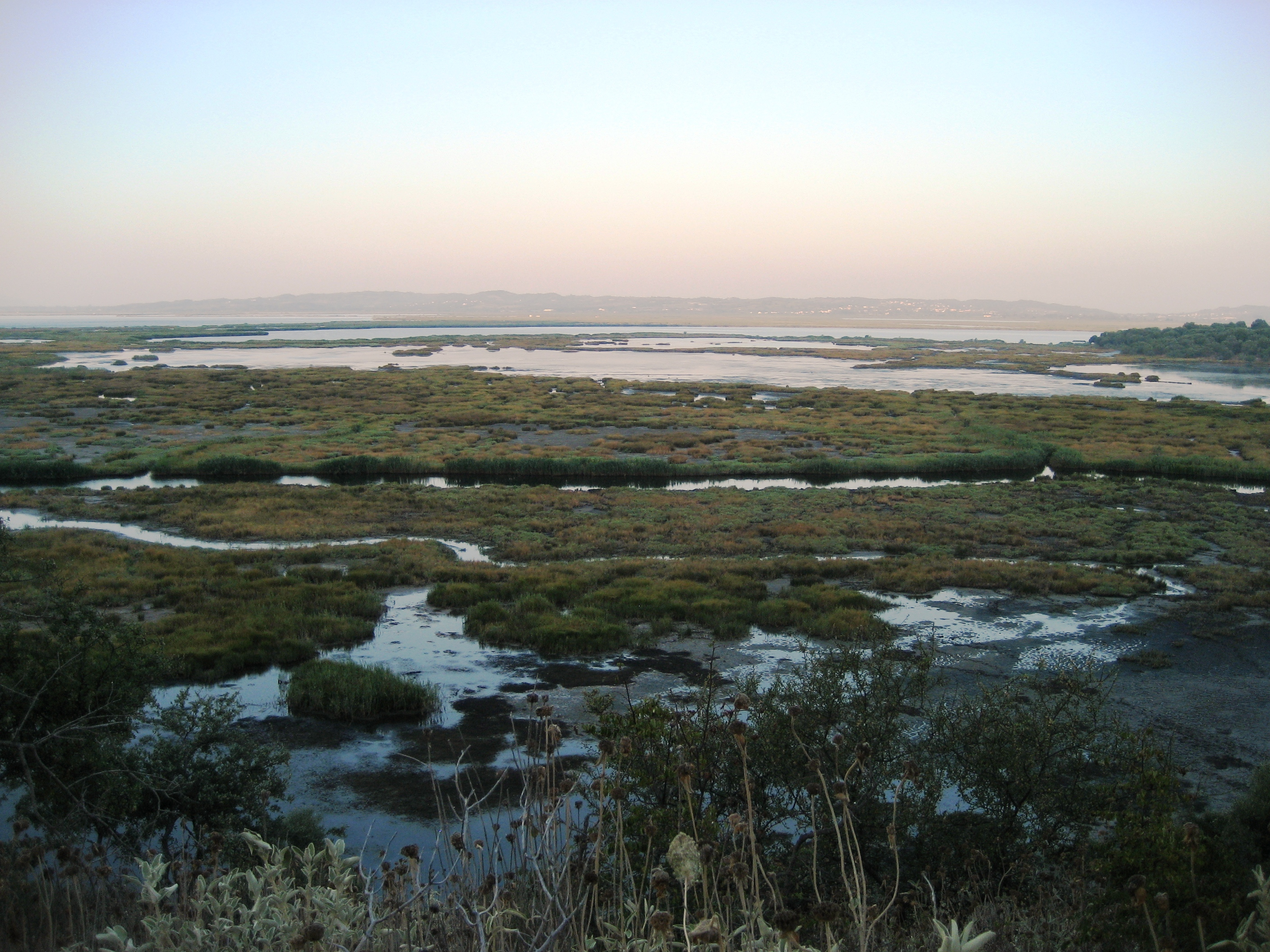
Morgenstemming aan de Golf van Arta, nabij het Rodia Wetland Center in het dorp Strongili

De Golf van Arta of Ambracische Golf (Grieks: Αμβρακικός κόλπος, Amvrakikós kólpos) (Golf van Ambracia) is een baai in de Ionische Zee in het noordwesten van Griekenland, gelegen tussen de periferieën Epirus en West-Griekenland.
De Ambracische Golf ontleent haar naam aan de antieke stad Ambracia, op welke plaats, ongeveer 13 km stroomopwaarts aan de Arachthos gelegen, zich tegenwoordig de stad Arta bevindt. Een andere naam voor de baai is daarom ook wel Golf van Arta. Sinds 2008 wordt het landschap in en rond de Golf beschermd door het Nationaal park Amvrakikos.

## Geografie
De Golf is haast helemaal door land omsloten en slechts door een eng kanaal naar het westen toen naar de zee geopend. Ten noorden van het kanaal ligt een schiereiland met de stad Preveza. De Golf strekt zich in oostelijke richting ongeveer 38 km uit in het binnenland, de grootste omvang in noordzuid-richting bedraagt ongeveer 25 km. Het omsluit een watervlakte van ongeveer 500 km².
Vanuit het noorden stromen twee rivieren, de Louros en de Arachthos, in de relatief vlakke Golf. In hun mondingsgebied bevindt zich een groter marsland, die een estuarium vormt, en lagunes. In de buurt van de kust zijn daar nu dammen opgetrokken. Ongeveer in het midden van de Golf ligt Koronisia als enige bewoond eiland.

## Geschiedenis
De Golf van Arta was het schouwtoneel van verscheidene zeeslagen, waaronder de Slag bij Actium in 31 v.Chr., de Slag bij Olpai in 426 v.Chr. tijdens de Peloponnesische Oorlog, en de zeeslag bij Prevesa in 1538 tussen een Ottomaanse en een christelijke vloot. Zes kilometer ten noorden van Prevesa lag de antieke Romeinse stad Nicopolis.

## Infrastructuur
Sinds 2002 bestaat er een onderzeese verbinding van de noordelijke en zuidelijke periferieën van de Golf van Arta door de Preveza-Aktio-tunnel. Deze verbindt via een directe weg de plaatsen Preveza en Nieuw-Aktion. Een oversteek was voordien slechts door een veerdienst mogelijk, welke ook nog steeds bestaat.

## Referentie
- G. Hirschfeld, art. Ἀμβρακικὸς κόλπος, in RE I.2 (1894), coll. 1807-1808.

1. ↑  Griekenland, Namen.taalunie.org. Gearchiveerd op 25 december 2022.